# ورکلی
ورکلی (به لاتین: Varkali) یک منطقهٔ مسکونی در استونی است که در شهرستان وورو واقع شده‌است.